# De andras liv
De andras liv (tyska: Das Leben der Anderen) är en tysk film från 2006, regisserad av Florian Henckel von Donnersmarck.
Filmen är en skildring av det östtyska övervakningssamhället och Stasis metoder och av människors möjlighet till förändring. Filmen är regissören Florian Henckel von Donnersmarcks debutlångfilm och vann Oscar för bästa utländska film vid 2007 års gala.

## Handling
Filmen utspelar sig i Östberlin, huvudsakligen 1984 och 1985, och handlar om den till synes känslolöse Stasi-mannen Gerd Wiesler, som får i uppdrag att övervaka författaren Georg Dreyman och dennes flickvän, skådespelerskan Christa-Maria Sieland. Inledningsvis ser Wiesler uppdraget som en möjlighet att klättra i hierarkin och rapporterar sanningsenligt till sina överhuvuden i Stasi-ledningen. Ganska snart, då fascinationen och förståelsen för de övervakade konstnärerna växer, flyttas hans lojalitet och utan deras vetskap börjar han istället att skydda dem.

## Inspelningsplatser
Filmen är nästan uteslutande inspelad i Berlin, dels utanför huset som rollfiguren Georg Dreyman hyrde lägenhet i på Wedekind Strasse i Friedrichshain, dels i lägenheten och på vinden på Hufelandstrasse 22 i Prenzlauer Berg. Andra scener spelades in vid Frankfurter Tor, på Karl-Marx-Allee, på Volksbühne am Rosa-Luxemburg-Platz i gröna rummet (dansscen, Sebastian Koch och Martina Gedeck), Hebbel Theater (i före detta Västberlin) och i Gerhart Hauptmann Theater Zittau. En viktig plats var även Stasis tidigare huvudkontor på Normannenstraße i Lichtenberg. Tillstånd att filma inne i Hohenschönhausen nekades av dess chef Hubertus Knabe, efter samtal med företrädare för offren, eftersom tillstånd finns för filmning till dokumentärer, men inte för fiktion.

## Rollista (urval)
- Ulrich Mühe – Gerd Weisler
- Ulrich Tukur – Anton Grubitz
- Sebastian Koch – Georg Dreyman
- Martina Gedeck – Christa-Maria Sieland
- Thomas Thieme - Bruno Hempt

## Priser
- 2006 – Tyska filmpriset:
  - Bästa spelfilm ("Lola in Gold")

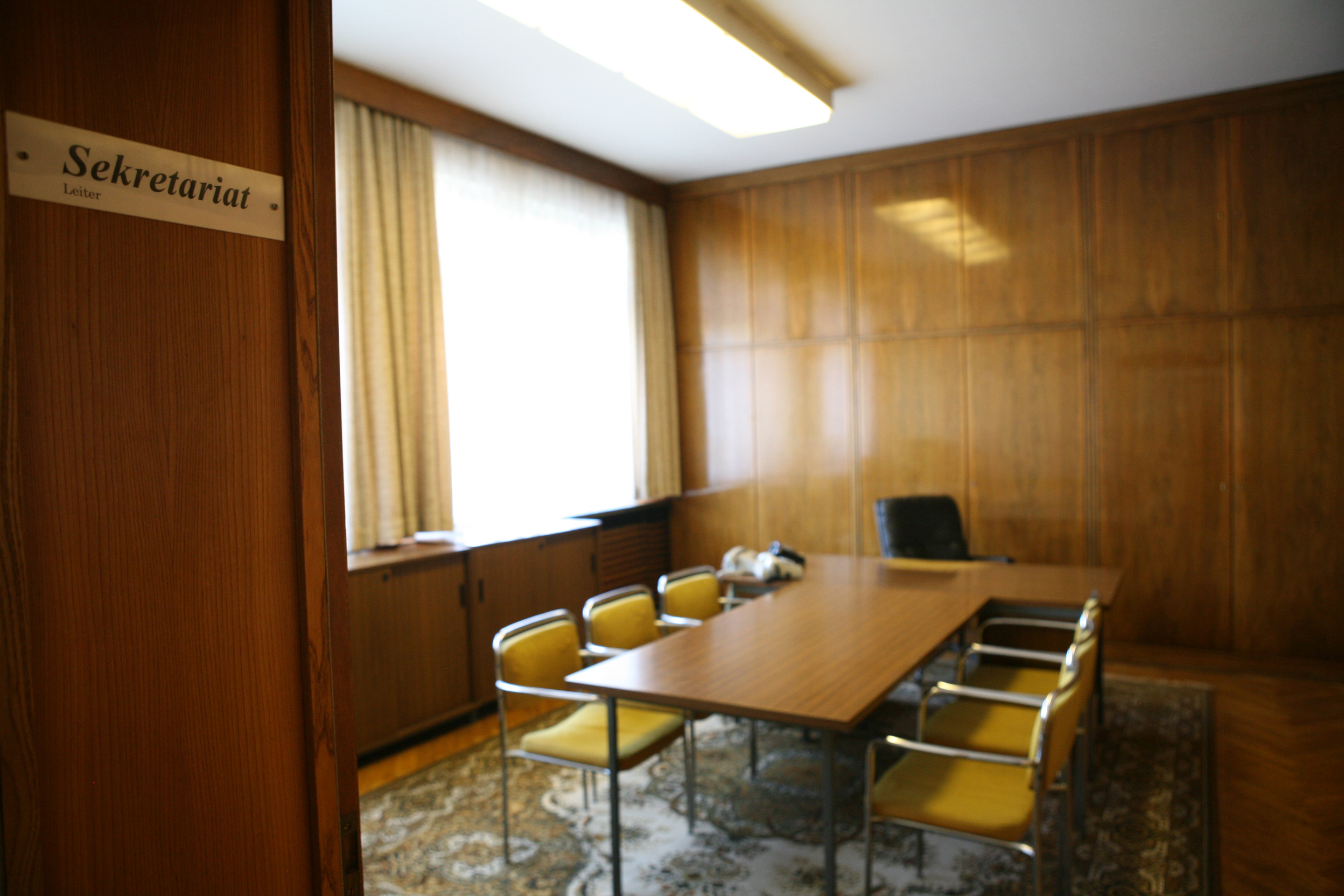
Filmen spelades delvis in på autentiska platser. Här ses det sekretariat som Stasi använde i verkligheten och som också är med i filmen.

  - Bästa manliga huvudroll: Ulrich Mühe
  - Bästa manliga biroll: Ulrich Tukur
  - Bästa regi: Florian Henckel von Donnersmarck
  - Bästa manus: Florian Henckel von Donnersmarck
  - Bästa kamera/bildframställning; Hagen Bogdanski
  - Bästa scenografi: Silke Buhr
- 2006 – Guldbagge
  - Bästa utländska film
- 2007 – Oscar
  - Bästa utländska film
- 2007 – Bodilpriset
  - Bästa icke-amerikanska film